# 단일 곱셈-누산기
단일 곱셈-누산기(영어:  Fused multiply-add, FMA)는 부동소수점 곱하기와 더하기를 한번에 수행한다. 두 수의 곱한값을 누산기에서 또 다른 값과 더하는 동작이다. 아래의 식에서 b와 c의 곱하기 결과값을 a와 더한 후에 그 결과를 a에 저장됨을 볼 수 있다.
{\displaystyle \ a\leftarrow a+(b\times c)}
이것을 마이크로프로세서에 적용할 경우, 두 동작으로 곱한후에 더하는 것보다 한번에 곱하기와 더하기를 동시에 함으로써 더 빠른 결과를 얻을 수 있다. 단일 곱셈-누산기(FMA)는 IEEE 754-2008에 포함되어 있다.
단일 곱셈-누산기는 IBM Power1 프로세서에서 처음 적용되었으며, 이후 여러 다른 프로세서에서 적용되기 시작했다.
- 후지쯔 SPARC64 VI (2007)과 이후 제품
- HP PA-8000 (1996)과 이후 제품
- SCE-Toshiba Emotion Engine (1999)
- 인텔 아이테니엄 (2001)
- STI Cell (2006)
- (MIPS-호환) Loongson-2F (2008)[2]

인텔은 해스웰 마이크로프로세서부터 FMA3를 적용할 예정이며 AMD는 FMA4를 지원 예정이다.